# Otto Andres (Winzer)
Otto Andres (* 3. April 1907 in Kreuznach; † 30. Dezember 1985 ebenda) war ein deutscher Winzer und Weinbau- und Landwirtschaftsfunktionär.

## Leben
Otto Andres erlangte 1926 am Gymnasium in Bad Kreuznach das Abitur. Anschließend absolvierte er eine praktische landwirtschaftliche Ausbildung und studierte an den Universitäten Göttingen und Bonn Landwirtschaft. 1930 wurde er Mitglied des Corps Rhenania Bonn. 1931 schloss er das Studium als Diplom-Landwirt ab. Nach einigen Monaten Tätigkeit bei der Birkenfelder Landesbank in Kirn trat er im April 1932 in das väterliche Weingut Gutleuthof in Bad Kreuznach ein. 1935 übernahm er den väterlichen Betrieb. Am Zweiten Weltkrieg nahm er als Feldwebel der Reserve und Offiziersanwärter teil.
Andres engagierte sich um die Förderung der Landwirtschaft und insbesondere des Weinbaus in Rheinland-Pfalz. Er war Gründungsmitglied des Bauern- und Winzerverbandes Rheinland-Nassau, dem er von 1950 bis 1976 als Präsident vorstand. Er gehörte dem Vorstand des Deutschen Bauernverbandes an. Von 1965 bis 1969 war er dessen Vizepräsident.
Als Mitbegründer gehörte Andres von 1949 bis 1976 dem Präsidium des Deutschen Weinbauverbandes an. Als Mitglied des Vorstandes der ehemaligen Landwirtschaftskammer Rheinland-Nassau, dem er von 1956 bis 1970 angehörte, gehörte er zu den treibenden Kräften der Verschmelzung der drei Landwirtschaftskammern in Rheinland-Pfalz. Von 1971 bis 1976 war er der erste Präsident der neu geschaffenen Kammer.
Andres war weiterhin Mitglied des Verwaltungsrats der Landwirtschaftlichen Rentenbank, des Raiffeisenverbandes Mittelrhein und des Zentralausschusses der Deutschen Landwirtschaft. Das erste Müll-Klärschlamm-Kompostwerk in Bad Kreuznach wurde durch seine Initiative errichtet. Er förderte die wissenschaftliche Erforschung der Wirkung von Kompost auf landwirtschaftliche Nutzböden sowie der Bodenerosion in Weinbergshanglagen.

## Auszeichnungen
- Verleihung der Großen goldenen Kammermedaille, 1967
- Ernennung zum Ökonomierat des Landes Rheinland-Pfalz, 1969
- Verleihung des Großen Bundesverdienstkreuzes, 1972
- Verleihung der Goldenen Ehrennadel des Deutschen Bauernverbandes, 1976